# Geheime Zusammenarbeit zwischen Roter Armee und Reichswehr
Die Geheime Zusammenarbeit zwischen Roter Armee und Reichswehr war eine militärische Kooperation zwischen der Sowjetunion und der Weimarer Republik, die in den Jahren 1924 bis 1933 bestand. Sie umfasste Entwicklungen und Ausbildungsmaßnahmen an Waffengattungen, die Deutschland durch den Friedensvertrag von Versailles verboten waren, weshalb die Zusammenarbeit geheim gehalten wurde. Nach der Machtergreifung der Nationalsozialisten beendete Deutschland diese Zusammenarbeit.
Durch die Rüstungsbeschränkungen des Versailler Vertrags war der Reichswehr der Besitz von Panzern und Kampfflugzeugen verboten. Um dies zu umgehen, suchte die deutsche Heeresleitung unter Hans von Seeckt in den 1920er Jahren nach einer Möglichkeit, moderne Waffensysteme im Ausland zu entwickeln und zu erproben. Zunächst wurde eine Zusammenarbeit mit Schweden ins Auge gefasst. Stattdessen folgte eine politische Annäherung zur Sowjetunion im Vertrag von Rapallo 1922. Der Vertrag selbst sah keine militärische Zusammenarbeit vor, sondern regelte nur den wechselseitigen Verzicht auf Reparationen und die Aufnahme diplomatischer Beziehungen. Die militärische Zusammenarbeit lief nur mühsam an; ein Militärbündnis, das von dem Kominternvertreter Karl Radek wiederholt ins Gespräch gebracht wurde, lehnten die Deutschen ab.
Im März 1926 machten die Sowjets weitreichende Angebote: Sie wollten ihre Rüstungsindustrie mit deutscher Hilfe aufbauen, die Anlagen sollten dann von Deutschland mitgenutzt werden. Außerdem boten sie Möglichkeiten an, für Deutschland illegale Waffen zu erproben und Reichswehrsoldaten an ihnen auszubilden. Das Reichswehrministerium und die Ostabteilung des Auswärtigen Amts waren dafür, doch Außenminister Gustav Stresemann und sein Staatssekretär Carl von Schubert hatten Bedenken, weil diese Militärkooperation bei Bekanntwerden ihre Locarno-Politik mit den Westmächten gefährden konnte. Deswegen bemühte sich das Auswärtige Amt, die Zusammenarbeit möglichst gering zu halten. Der am 24. April 1926 geschlossene Berliner Vertrag  zwischen Deutschland und der Sowjetunion enthielt wieder keine Bestimmungen zur militärischen Zusammenarbeit. Beide Staaten sagten sich darin Neutralität im Falle eines Krieges zu. Das war, wie Manfred Zeidler schreibt, die „politische Minimalbasis“ für die militärische Zusammenarbeit, die gleichzeitig anlief. 1926 enthüllte die britische Tageszeitung The Guardian, dass Reichswehr und Rote Armee zusammenarbeiteten. Obwohl gleichzeitig Verhandlungen mit den Siegermächten über die Entwaffnungsbestimmungen des Versailler Vertrags liefen, schadete die Berichterstattung der deutschen Außenpolitik aber nicht weiter.
Die Zusammenarbeit betraf die Ausbildung an Panzern, Flugzeugen und in der chemischen Kriegführung und fand an folgenden Orten in der Sowjetunion statt:
- Panzerschule Kama
- Geheime Fliegerschule und Erprobungsstätte der Reichswehr in Lipezk
- Testgelände für chemische Waffen in Tomka
- Aufbau eines Flugzeugwerkes in Fili bei Moskau durch Junkers[7]
- von Krupp organisierte Lieferung von 400.000 Artilleriegranaten auf dem Seeweg, vor allem über Stettin nach Deutschland[7]
- nicht realisierter Bau einer Kampfstofffabrik in Trozk bei Samara an der unteren Wolga, in erster Linie für Phosgen- und Lost-Kampfstoffe[7]

Die Entwicklungen und Erprobungen in der Sowjetunion brachten deutschen Unternehmen wertvolle Erfahrungen für die künftige Entwicklung von Panzern und Flugzeugen. Für den Aufbau der Luftwaffe wurden mehrere hundert Piloten und Bodenpersonal in Lipezk ausgebildet. Nennenswert sind die Entwicklungen, die unter den Tarnbezeichnungen Leichttraktor und Großtraktor vorangetrieben wurden. Erkenntnisse aus diesen Projekten wurden in der späteren Aufrüstung der Panzerwaffe in Deutschland genutzt. Viele in der Panzerschule Kama führende oder ausgebildete Offiziere wurden später hohe Befehlshaber der Panzertruppe (z. B. Heinz Guderian, Erich von Manstein, Walter Model, Ewald von Kleist). Die dortige Entwicklung von Bordfunk in Panzern erwies sich später als signifikanter Vorteil gegenüber alliierten Panzern. Die Rote Armee profitierte von der Zusammenarbeit durch Teilhabe an deutscher Technik und taktischen Übungen mit deutschen Offizieren.
Die Zusammenarbeit zwischen Reichswehr und Roter Armee war ein offenes Geheimnis. 1929 erschien in der linken Zeitschrift Die Weltbühne ein Artikel über „Windiges in der deutschen Luftfahrt“. Der Autor Walter Kreiser musste daraufhin nach Frankreich fliehen, der presserechtlich verantwortliche Chefredakteur Carl von Ossietzky wurde im Weltbühne-Prozess zu einer Haftstrafe verurteilt.